# ハイっ、こちらIT課!
ハイっ、こちらIT課!（ハイっ、こちらアイティーか!、原題: The IT Crowd）は、イギリス・チャンネル4製作のシットコム。2006年に第1シリーズ、2007年に第2シリーズ、2008年に第3シリーズ、2010年に第4シリーズがそれぞれ6話ずつ放送された。現在第5、第6シーズンの製作が決まっている。監督・脚本はグレアム・リネハン。
日本では、第1シーズンが2007年1月からWOWOWの「コメディUK!」枠で、第2シーズンが2008年10月4日から11月16日まで、第3シーズンも2010年11月27日から12月25日まで同じく「コメディUK!」枠で放送された。第4シーズンは2011年1月8日からWOWOWで放送される予定である。

## あらすじ
大企業レイノム(Reynholm)社の地下にあるお荷物部署「IT課」は、他の部署の目が届かないことをいいことにロイとモスのオタク社員2人は自由気ままに過ごしている。そこに新たにコンピュータに関してはまったく無知な女性マネージャー・ジェンが2人の上司として赴任する…。

## 出演
- ロイ - クリス・オダウド
レイノム社の地下室にあるIT課に所属する典型的なダメ社員。本来の仕事は徹底的に避け、ジャンクフードをむさぼり、漫画を読むのが日課。常にオタクっぽいTシャツを着ている。女性社員をナンパしようとするがことごとく失敗する。他部署からの問い合わせの電話には常に「IT課。再起動した？」と答えている。ジェンに対しては容赦ない言葉を浴びせる。
- モーリス・モス（通称「モス」） - リチャード・アイオアディ
まじめで優秀なITエンジニアだが、どこかとぼけている。ロイとの無駄話にいつも付き合っている。母親と同居しており、服の見立ても母親に任せ。出会い系サイトで彼女を募集しているが、年上が好みらしい。ロイとモスは会社からまったく信用されていない。
- ジェン - キャサリン・パーキンソン
履歴書に「PCを使える」と嘘を書いたために、新たにIT課のマネージャーに就任した女性社員。第1回はジェンがIT課に配属されるシーンから始まる。IT課のマネージャーになったものの実はPCオンチでPCのことはまったく理解していない。他の部署の社員ともすぐに仲良くするなど社交上手である。
- デナム・レイノム - クリス・モリス
レイノム社の社長。「クビだっ!」が口癖。第2シーズン第2話で不正が警察にばれそうになり、飛び降り自殺する。
- ダグラス・レイノム - マット・ベリー
第2シーズンから登場。デナムの息子で、レイノム社の新社長となる。

## エピソード

### 第1シーズン
1. IT課に就任! / Yesterday's Jam
2. ストレスと災難 / Calamity Jen
3. 女はワルが好き? / Fifty-Fifty
4. 謎の赤い扉 / The Red Door
5. ジェン、死す!? / The haunting of Bill Crouse
6. 3人は“女”友達 / Aunt Irma Visits

### 第2シーズン
1. 上手なゲイの見つけ方 / The Work Outing
2. 我が愛しのファーザー / Return of the Golden Child
3. 英国式分煙術 / Moss and the German
4. フィーリング・バカップル / The Dinner Party
5. ノー・マネーの虎 / Smoke and Mirrors
6. ジェンよ、さらば！ / Men Without Women

### 第3シーズン
1. 暴挙は最大の防御?  / From Hell
2. 俺たち立派なジェントルメン! / Are We Not Men?
3. 人生、再起動シマス / Tramps Like Us
4. めざせ!レイノムの星!!  / The Speech
5. ネットの友好活用法 / Friendface
6. セクシー☆カレンダー2009 / Calendar Geeks

### 第4シーズン
1. レイノム社の“フレド” / Jen the Fredo
2. モス・ザ・ヒーロー / The Final Countdown
3. ケツ・キス・サイ・バン / Something Happened
4. ジェンのイタリア語?講座 / Italian for Beginners
5. ぶらり、ワルな旅 / Bad Boys
6. 僕らはみんなレイノムだ! / Reynholm vs Reynholm